# ماركو دي مارشي
ماركو دي مارشي (بالإيطالية: Marco Antonio De Marchi)‏ (8 سبتمبر 1966 في إيطاليا - ) هو وكيل رياضي ولاعب كرة قدم إيطالي في مركز الدفاع. لعب مع فيتيسه آرنهم ونادي بولونيا ونادي دندي ونادي روما ونادي كومو ويوفنتوس وFootball Club Ospitaletto 2000 ‏.

## وصلات خارجية
- ماركو دي مارشي على موقع قاعدة بيانات كرة القدم.إي يو (الإنجليزية)
- ماركو دي مارشي على موقع عالم كرة القدم.نت (الإنجليزية)